# 372-es busz (2016–2018)
A 372-es számú regionális autóbusz egy iskolai időszakban közlekedő gyorsjárat Vác és Fót között. Vácról indulva, Sződligeten keresztül haladva, majd ott a M2-es autóútra felhajtva közlekedik Fótra, a gyermekvároshoz. Alapvetően a járat célja, hogy a fóti waldorf iskolába járókat gyűjtse össze Vácról és Sződligetről (illetve délután ugyanezen útvonalon szállítsa is vissza). A 372-es busz hátránya, hogy ha a M2-es autóúton baleset történik, akkor a járat sokat késhet, továbbá Sződligetnél árterületen halad keresztül és árvíz idején az útvonala jelentősen módosulhat.
2009. június 16-án a váci forgalmi térségben is bevezették a budapesti agglomerációs forgalmi térségben alkalmazott egységes járatszámozásos rendszert. A 372-es busz korábban a 2022-es, majd a 322-es járatszámot viselte.

## Megállóhelyei
| 0  | Vác, autóbusz-állomás végállomás   | 13 | 300, 314, 328, 329, 330, 331, 332, 333, 334, 335, 337, 338, 339, 341, 342, 343, 345, 347, 348, 350, 351, 361, 363, 364, 365, 371, 455 1010, 1013 S70 , G70 , Z70 , S71 , G71 , S750 , EC, EN |
| 1  | Vác, Honvéd utca                   | 12 | 300, 314, 332, 333, 334, 335, 336, 337, 338, 339, 341, 342, 343, 345, 347, 360, 364, 365, 371, 455                                                                                           |
| 2  | Vác, Földváry tér                  | 11 | 300, 342, 343, 345, 348, 360, 365, 371, 455 1010, 1013 |
| 3  | Vác, LIDL, Hétkápolna              | 10 | 300, 342, 343, 345, 371, 455 |
| 4  | Vác, hajógyár                      | 9  | 300, 343, 345, 371 |
| 5  | Vác, gumigyár                      | 8  | 300, 343, 345, 371 |
| 6  | Vác, (Sződliget) Harcsa utca       | 7  | 300, 343, 345, 371 |
| 7  | Sződliget, sződi elágazás          | 6  | 300, 343, 345, 371 |
| 8  | Sződliget, Szent István utca       | 5  | 343 |
| 9  | Sződ-Sződliget, vasúti megállóhely | 4  | 343, 344 S70 |
| 10 | Fót, Keleti Márton utca            | 3  | 325, 371 |
| 11 | Fót, Győrffy utca 9-11.            | 2  | 324, 325, 371 S71 , G71 |
| 12 | Fót, Kossuth út                    | 1  | 308, 309, 310, 313, 314, 315, 316, 318, 319, 324, 325, 326, 371, 373 |
| 13 | Fót, Gyermekváros végállomás       | 0  | 308, 309, 310, 313, 314, 315, 316, 317, 318, 319, 324, 325, 326, 371 |

## Külső hivatkozások
- A 372-es buszjárat menetrendje. Volánbusz Zrt.